# Bobby Seay
Bobby Seay, né le 20 juin 1978 à Sarasota (Floride), est un joueur américain de baseball évoluant en Ligue majeure de baseball avec les Tigers de Détroit. Après la saison 2009, ce lanceur partant compte 261 matchs joués et une moyenne de points mérités de 4,16. En 2000, il devient Champion olympique avec l'équipe des États-Unis.

## Carrière
À la sortie de ses études secondaires à Sarasota (Floride), Bobby Seay est drafté en juin 1996 par les White Sox de Chicago, au premier tour de sélection (12e choix). Il ne signe finalement pas avec les White Sox et récupère son statut d'agent libre le 15 août 1996. Il s'engage alors avec les Tampa Bay Devil Rays le 8 novembre 1996 et passe cinq saisons en Ligues mineures. Durant cette période, il devient Champion olympique avec l'équipe des États-Unis en 2000 à Sydney.
Bobby Seay débute en Ligue majeure le 14 août 2001. Il passe chez les Rockies du Colorado en 2005 puis, devenu agent libre, s'engage avec les Tigers de Détroit le 22 novembre 2005.

## Statistiques
En saison régulière
| Statistiques de lanceur |           |     |    |    |     |    |    |   |       |     |      |
| Saison                  | Équipe    | G   | GS | CG | SHO | SV | V  | D | IP    | SO  | ERA  |
| 2001                    | Tampa Bay | 12  | 0  | 0  | 0   | 0  | 1  | 1 | 13.0  | 12  | 6,23 |
| 2003                    | Tampa Bay | 12  | 0  | 0  | 0   | 0  | 0  | 0 | 9.0   | 5   | 3,00 |
| 2004                    | Tampa Bay | 21  | 0  | 0  | 0   | 0  | 0  | 0 | 22.2  | 17  | 2,38 |
| 2005                    | Colorado  | 17  | 0  | 0  | 0   | 0  | 0  | 0 | 11.2  | 11  | 8,49 |
| 2006                    | Détroit   | 14  | 0  | 0  | 0   | 0  | 0  | 0 | 15.1  | 12  | 6,49 |
| 2007                    | Détroit   | 58  | 0  | 0  | 0   | 1  | 3  | 0 | 46.1  | 38  | 2,33 |
| 2008                    | Détroit   | 60  | 0  | 0  | 0   | 0  | 1  | 2 | 56.1  | 58  | 4,47 |
| 2009                    | Détroit   | 67  | 0  | 0  | 0   | 0  | 6  | 3 | 48.2  | 37  | 4,25 |
| Totaux                  | Totaux    | 261 | 0  | 0  | 0   | 1  | 11 | 6 | 223.0 | 190 | 4,16 |

Note: G = Matches joués ; GS = Matches comme lanceur partant ; CG = Matches complets ; SHO = Blanchissages ; 
V = Victoires ; D = Défaites ; SV = Sauvetages ; IP = Manches lancées ; SO = retraits sur des prises ; ERA = Moyenne de points mérités.